# Nicola Terzago
Nicola Terzago (Roma, 1679 – Narni, 29 agosto 1761) è stato un vescovo cattolico italiano.

## Biografia
Nel 1721 fu eletto vescovo di Samaria in partibus e ausiliare di Ostia e Velletri; fu trasferito alla sede residenziale di Narni nel 1724.
Fu mistico e studioso di teologia morale. Pubblicò i trattati Istruzione pratica sopra la fedele amministrazione del sacramento della Penitenza (Roma, 1753) e Theologia historico-mystica adversus veteres et novos pseudomysticos (Venezia, 1764), compendiata da Ludovic Chaillot e Casimiro Gennari.

## Genealogia episcopale
La genealogia episcopale è:
- Cardinale Scipione Rebiba
- Cardinale Giulio Antonio Santori
- Cardinale Girolamo Bernerio, O.P.
- Arcivescovo Galeazzo Sanvitale
- Cardinale Ludovico Ludovisi
- Cardinale Luigi Caetani
- Cardinale Ulderico Carpegna
- Cardinale Paluzzo Paluzzi Altieri degli Albertoni
- Cardinale Flavio Chigi
- Papa Clemente XII
- Vescovo Nicola Terzago